# Magnolia wolfii
Magnolia wolfii là một loài thực vật có hoa trong họ Magnoliaceae. Loài này được (Lozano) Govaerts mô tả khoa học đầu tiên năm 1996.
Vào tháng 8 năm 2006, các nhà khoa học đã đến thăm một khu rừng nhỏ rộng hai hecta nơi M. Wolfii đang phát triển tại đây. Họ tìm thấy khu vực này được trồng lấp các đồn điền cà phê ở mọi phía và chỉ có duy nhất ba cây Wolfii trưởng thành còn mọc ở đó, rõ ràng nó đang có hoa và trái, nhưng không có cây non nào được nhìn thấy.